# Wiera Duszewina
Wiera Duszewina, ros. Вера Евгеньевна Душевина (ur. 6 października 1986 w Moskwie) – rosyjska tenisistka.

## Kariera tenisowa
Status profesjonalny otrzymała w 2003 roku. Jest zawodniczką praworęczną z oburęcznym backhandem. Ma 180 cm wzrostu, waży 73 kilogramy. W 2002 roku wygrała juniorski Wimbledon.
Pierwszy turniej zawodowy w deblu wygrała w parze z Tetianą Perebyjnis w 2007 roku w Warszawie. Natomiast w singlu odniosła pierwsze zwycięstwo turniejowe w sierpniu 2009 na kortach ziemnych w Stambule, nie tracąc w nim żadnego seta. Finalistka turnieju WTA w Eastbourne w czerwcu 2005, gdzie poniosła porażkę z Kim Clijsters i w Sztokholmie w sierpniu 2007 (w finale przegrała z Agnieszką Radwańską) oraz 2008 (przegrany finał z Caroline Wozniacki).

## Finały turniejów WTA
| Legenda                     | Legenda |
| --------------------------- | ------- |
| Wielki Szlem                |         |
| Igrzyska olimpijskie        |         |
| WTA Tour Championships      |         |
| 1988 – 2008                 |         |
| Kategoria I                 |         |
| Kategoria II                |         |
| Kategoria III               |         |
| Kategoria IV                |         |
| Kategoria V                 |         |
| 2009 – 2020                 |         |
| WTA Premier Mandatory       |         |
| WTA Premier 5               |         |
| WTA Premier                 |         |
| WTA International Series    |         |
| WTA 125K series (2012–2020) |         |

### Gra pojedyncza 4 (1-3)
| Końcowy wynik | Nr | Data            | Turniej    | Nawierzchnia | Przeciwniczka       | Wynik finału |
| ------------- | -- | --------------- | ---------- | ------------ | ------------------- | ------------ |
| Finalistka    | 1. | 18 czerwca 2005 | Eastbourne | Trawiasta    | Kim Clijsters       | 5:7, 0:6     |
| Finalistka    | 2. | 30 lipca 2007   | Sztokholm  | Twarda       | Agnieszka Radwańska | 1:6, 1:6     |
| Finalistka    | 3. | 3 sierpnia 2008 | Sztokholm  | Twarda       | Caroline Wozniacki  | 0:6, 2:6     |
| Zwyciężczyni  | 1. | 2 sierpnia 2009 | Stambuł    | Twarda       | Lucie Hradecká      | 6:0, 6:1     |

### Gra podwójna 11 (2-9)
| Końcowy wynik | Nr | Data                 | Turniej    | Nawierzchnia  | Partnerka              | Przeciwniczki                                  | Wynik finału   |
| ------------- | -- | -------------------- | ---------- | ------------- | ---------------------- | ---------------------------------------------- | -------------- |
| Zwyciężczyni  | 1. | 30 kwietnia 2007     | Warszawa   | Ceglana       | Tetiana Perebyjnis     | Jelena Lichowcewa Jelena Wiesnina              | 7:5, 3:6, 10–2 |
| Finalistka    | 1. | 27 lipca 2008        | Portorož   | Twarda        | Jekatierina Makarowa   | Anabel Medina Garrigues Virginia Ruano Pascual | 4:6, 1:6       |
| Finalistka    | 2. | 28 września 2008     | Seul       | Twarda        | Marija Kirilenko       | Chuang Chia-jung Hsieh Su-wei                  | 3:6, 0:6       |
| Finalistka    | 3. | 27 października 2008 | Luksemburg | Twarda (hala) | Marija Korytcewa       | Sorana Cîrstea Marina Erakovic                 | 6:2, 3:6, 8–10 |
| Finalistka    | 4. | 13 lutego 2011       | Paryż      | Twarda (hala) | Jekatierina Makarowa   | Bethanie Mattek-Sands Meghann Shaughnessy      | 4:6, 2:6       |
| Finalistka    | 5. | 25 września 2011     | Seul       | Twarda        | Galina Woskobojewa     | Natalie Grandin Vladimíra Uhlířová             | 6:7(5), 4:6    |
| Finalistka    | 6. | 26 lutego 2012       | Memphis    | Twarda (hala) | Wolha Hawarcowa        | Andrea Hlaváčková Lucie Hradecká               | 3:6, 4:6       |
| Zwyciężczyni  | 2. | 4 sierpnia 2013      | Waszyngton | Twarda        | Shūko Aoyama           | Eugenie Bouchard Taylor Townsend               | 6:3, 6:3       |
| Finalistka    | 7. | 5 października 2013  | Pekin      | Twarda        | Arantxa Parra Santonja | Cara Black Sania Mirza                         | 2:6, 2:6       |
| Finalistka    | 8. | 3 października 2015  | Taszkent   | Twarda        | Kateřina Siniaková     | Margarita Gasparian Aleksandra Panowa          | 1:6, 6:3, 3–10 |
| Finalistka    | 9. | 14 lutego 2016       | Petersburg | Twarda (hala) | Barbora Krejčíková     | Martina Hingis Sania Mirza                     | 3:6, 1:6       |

## Finały juniorskich turniejów wielkoszlemowych

### Gra pojedyncza (2)
| Końcowy wynik | Rok  | Turniej     | Nawierzchnia | Przeciwniczka       | Wynik finału  |
| Finalistka    | 2002 | French Open | Ceglana      | Anna-Lena Grönefeld | 4:6, 4:6      |
| Zwyciężczyni  | 2002 | Wimbledon   | Trawiasta    | Marija Szarapowa    | 4:6, 6:1, 6:2 |